# Павленишвили (княжеский род)
Павленишви́ли (Павле́новы, груз. ფავლენიშვილი) — старинный грузинский княжеский род. Вероятней всего — потомки линии княжеской династии  Мхаргрдзели/Закарянов.
Династия имела обширные владении, в том числе — замок Павниси. Отсюда и есть версия этимологии данной фамилии: якобы, «Павленишвили» происходит от «Павнели», отсюда — Павнелишвили; а «Павленишвили» — более поздняя форма. 
По другой версии, наименование происходит от имени осетинского князя Палвени Тагаури, воспитавшего молодого князя Мхаргрдзели, похищенного осетинами. Князь Палвени Тагаури не имел своего сына, дал молодому князю Мхаргрдзели имя Палвена, выдал за него свою дочь и в 1244 году помог ему вернуться в его имения в Никози и Эредви. С тех пор эта ветвь рода князей Мхаргрдзели, якобы, и именуются Палвенишвили/Павленишвили.
Павленишвили были причислены к князьям Российской империи, согласно указам 1783 и 1850. Записаны в списки Иберийских князей 24 июля 1783 г. Русское написание: Павленов — 1850 г., на основе трактата от 1793 года.

## Видные представители рода
- Михаил Павленишвили (1840 г. р.), грузинский поэт.
- Василий Павленишвили, адъютант Кавказского наместника. Участник Турецкой кампании.
- Пётр Павленишвили, адвокат. Убит большевиками в 1918 году в Петрограде.
- Отия Павленишвили, грузинский писатель.
- Инеза Павленишвили, кандидат химических наук, старший научный сотрудник Института кибернетики АН Грузии. Специалист в области физической химии, инфракрасной спектроскопии. Научный интерес - спектральные изменения, связанные с фотохромным превращением спирохроменов.